# John Cothran Jr.
John Cothran Jr. (* 31. Oktober 1947 in St. Louis, Missouri) ist ein US-amerikanischer Schauspieler, der regelmäßig im US-Fernsehen zu sehen ist.

## Leben und Karriere
John Cothran Jr. stammt aus Missouri und ist seit 1979 als Schauspieler aktiv. Eine seiner ersten Rollen übernahm er 1981 im Film Die Klapperschlange. Weitere Auftritte in Filmen umfassen seitdem etwa Der Unglücksritter, Boyz n the Hood – Jungs im Viertel, Ricochet – Der Aufprall, Jimmy Hollywood, Schnappt Shorty, … denn zum Küssen sind sie da, The Limey, The Cell, The Beat, Sin’s Kitchen, Black Snake Moan, Der Ja-Sager, The Perfect Game, Rango oder Viral.
Deutlich häufiger ist Cothran jedoch im Fernsehen zu sehen. Zu den Serien, an denen er in Gastrollen mitwirkte, zählen etwa Kampf gegen die Mafia, Equal Justice, Wer ist hier der Boss?, Hör mal, wer da hämmert, Die Staatsanwältin und der Cop, Raumschiff Enterprise – Das nächste Jahrhundert, Viper, Star Trek: Deep Space Nine, Picket Fences – Tatort Gartenzaun, Der Marshal, Seinfeld, Der Prinz von Bel-Air, Immer Ärger mit Dave, Emergency Room – Die Notaufnahme, Sparks & Sparks, Susan, Brooklyn South, Felicity, Becker, Pretender, Ein Hauch von Himmel, Für alle Fälle Amy, 24, Providence, The West Wing – Im Zentrum der Macht, New York Cops – NYPD Blue, Charmed – Zauberhafte Hexen, Star Trek: Enterprise, Monk, Without a Trace – Spurlos verschwunden, Close to Home, Medium – Nichts bleibt verborgen, Cold Case – Kein Opfer ist je vergessen, Private Practice, Navy CIS, Harry’s Law, CSI: NY, Revenge, Criminal Minds oder The Night Shift.
Cothran war in einigen Serien auch in Nebenrollen zu sehen. So spielte er 1990 als Ralph Thomas in Brewster Place mit. 2012 war er in der Rolle eines Baseballtrainers in Eastbound & Down zu sehen. 2015 folgte die Rolle des Captain Ernie Knubbins in Murder in the First. 2016 dann als President Howard Oliver in The Last Ship.
Gerade zu Beginn seiner Karriere stand Cothran auch häufig auf Theaterbühnen. Für seine Darstellungen wurde er etwa 1978 für einen Joseph Jefferson Award als Bester Nebendarsteller in einem Stück für Ceremonies in Dark Old Men am Victory Gardens Theater in Chicago. Cothran ist mit der Schauspielerin Judyann Elder verheiratet.
Seit Beginn seiner Karriere war Cothran bislang in über 100 Film- und Fernsehproduktionen zu sehen. Auch für Figuren aus Videospielen leiht er gelegentlich seine Stimme, etwa für Star Trek: Klingon, Star Trek: Borg, Madagascar oder Grand Theft Auto V.

## Filmografie (Auswahl)
- 1979: Die H.L.M. Puff-Company (A Pleasure Doing Business)
- 1981: Die Klapperschlange (Escape from New York)
- 1989: C.C. Action
- 1990: Kampf gegen die Mafia (Wiseguy, Fernsehserie, Episode 4x08)
- 1990: Brewster Place (Fernsehserie, 11 Episoden)
- 1990: Der Unglücksritter (Opportunity Knocks)
- 1991: Equal Justice (Fernsehserie, Episode 2x10)
- 1991: Wer ist hier der Boss? (Who’s the Boss?, Fernsehserie, Episode 7x24)
- 1991: Boyz n the Hood – Jungs im Viertel (Boyz n the Hood)
- 1991: Hör mal, wer da hämmert (Home Improvement, Fernsehserie, Episode 1x01)
- 1991: Ricochet – Der Aufprall (Ricochet)
- 1992: Civil Wars (Fernsehserie, Episode 1x11)
- 1992: Die Staatsanwältin und der Cop (Reasonable Doubts, Fernsehserie, Episode 2x08)
- 1993: Raumschiff Enterprise – Das nächste Jahrhundert (Star Trek: The Next Generation, Fernsehserie, Episode 6x20)
- 1993: Poetic Justice
- 1994: Viper (Fernsehserie, Episode 1x04)
- 1994: Class of 1999 II: The Substitute
- 1994: Jimmy Hollywood
- 1994: Star Trek: Deep Space Nine (Fernsehserie, Episode 2x23)
- 1994: Picket Fences – Tatort Gartenzaun (Picket Fences, Fernsehserie, Episode 3x03)
- 1994: On Our Own (Fernsehserie, Episode 1x08)
- 1995: Der Marshal (The Marshal, Fernsehserie, Episode 1x09)
- 1995: Seinfeld (Fernsehserie, Episode 6x21)
- 1995: Der Prinz von Bel-Air (The Prince of Bel-Air, Fernsehserie, Episode 5x25)
- 1995: Schnappt Shorty (Get Shorty)
- 1995: Immer Ärger mit Dave (Dave’s World, Fernsehserie, Episode 3x10)
- 1996: Mr. Wrong – Der Traummann wird zum Alptraum (Mr. Wrong)
- 1996: Ihre einzige Chance (Her Last Chance, Fernsehfilm)
- 1997: Emergency Room – Die Notaufnahme (ER, Fernsehserie, Episode 3x12)
- 1997: Martin (Fernsehserie, Episode 5x13)
- 1997: Sparks & Sparks (Fernsehserie, Episode 1x18)
- 1997: Susan (Fernsehserie, Episode 1x14)
- 1997: Spawn
- 1997: … denn zum Küssen sind sie da (Kiss the Girls)
- 1997: Brooklyn South (Fernsehserie, 2 Episoden)
- 1997: Zwei Singles im Doppelbett (Almost Perfect, Fernsehserie, Episode 2x07)
- 1998: The Good News (Fernsehserie, Episode 1x14)
- 1998: Mit dem Rücken an der Wand (Always Outnumbered, Fernsehfilm)
- 1998: Mercy Point (Fernsehserie, Episode 1x03)
- 1998: Felicity (Fernsehserie, Episode 1x09)
- 1998–1999: Ein Hauch von Himmel (Touched by an Angel, Fernsehserie, 2 Episoden)
- 1999: Becker (Fernsehserie, Episode 1x08)
- 1999: Pretender (Fernsehserie, Episode 3x13)
- 1999: Practice – Die Anwälte (Practice, Fernsehserie, Episode 3x15)
- 1999: The Limey
- 1999: The Norm Show (Fernsehserie, Episode 2x06)
- 2000: City of Angels (Fernsehserie, Episode 1x07)
- 2000: The Cell
- 2001: Für alle Fälle Amy (Judging Amy, Fernsehserie, Episode 3x05)
- 2001: 24 (Fernsehserie, Episode 1x04)
- 2001: Philly (Fernsehserie, 2 Episoden)
- 2001: The Gene Pool (Fernsehfilm)
- 2001–2003: Lady Cops – Knallhart Weiblich (Lady Cops, Fernsehserie, 2 Episoden)
- 2002: For the People (Fernsehserie, Episode 1x04)
- 2002: Providence (Fernsehserie, Episode 5x06)
- 2002–2003: The West Wing – Im Zentrum der Macht (The West Wing, Fernsehserie, 2 Episoden)
- 2003: New York Cops – NYPD Blue (NYPD Blue, Fernsehserie, Episode 10x17)
- 2003: Charmed – Zauberhafte Hexen (Charmed, Fernsehserie, Episode 5x22)
- 2003: Star Trek: Enterprise (Fernsehserie, Episode 3x07)
- 2004: Monk (Fernsehserie, Episode 2x16)
- 2004: Sin’s Kitchen
- 2004: Without a Trace – Spurlos verschwunden (Without a Trace, Fernsehserie, Episode 3x08)
- 2004: JAG – Im Auftrag der Ehre (JAG, Fernsehserie, Episode 10x08)
- 2006: Black Snake Moan
- 2006–2007: Close to Home (Fernsehserie, 3 Episoden)
- 2006–2007: Shark (Fernsehserie, 3 Episoden)
- 2008: Medium – Nichts bleibt verborgen (Medium, Fernsehserie, 2 Episoden)
- 2008: Grey’s Anatomy (Fernsehserie, 2 Episoden)
- 2008: The Oaks (Fernsehserie, Episode 1x01)
- 2008: Der Ja-Sager (Yes Man)
- 2009: The Perfect Game
- 2009: Cold Case – Kein Opfer ist je vergessen (Cold Case, Fernsehserie, Episode 7x04)
- 2010: Private Practice (Fernsehserie, Episode 3x21)
- 2010: Nómadas
- 2010: Outlaw (Fernsehserie, 2 Episoden)
- 2011: Rango (Stimme)
- 2012: Navy CIS (NCIS, Fernsehserie, Episode 9x20)
- 2012: Eastbound & Down (Fernsehserie, 6 Episoden)
- 2012: Awake (Fernsehserie, Episode 1x10)
- 2012: Harry’s Law (Fernsehserie, 2 Episoden)
- 2012: CSI: NY (Fernsehserie, Episode 9x04)
- 2013: Navy CIS: L.A. (NCIS Los Angeles, Fernsehserie, Episode 5x02)
- 2013: Eagleheart (Fernsehserie, Episode 3x02)
- 2014: Revenge (Fernsehserie, Episode 4x10)
- 2015: Murder in the First (Fernsehserie, 12 Episoden)
- 2016: Viral
- 2016: The Last Ship (Fernsehserie, 6 Episoden)
- 2016: Criminal Minds (Fernsehserie, Episode 12x04)
- 2017: The Night Shift (Fernsehserie, Episode 4x04)
- 2018: GO! Cartoons (Fernsehserie, Episode 1x05, Stimme)
- 2018: Navy CIS: New Orleans (NCIS: New Orleans, Fernsehserie, Episode 4x23)
- 2019: Proven Innocent (Fernsehserie, 3 Episoden)
- 2019: 9-1-1 (Fernsehserie, Episode 3x09)
- 2021: All Rise (Fernsehserie, Episode 2x08)
- 2022: A Cloud So High
- 2022: The Lincoln Lawyer (Fernsehserie, Episode 1x01)